# La yumba
"La yumba" es un tango creado por Osvaldo Pugliese en 1946. 
El término yumba - pese a provenir de una voz aborigen - no fue escogido por Pugliese debido a su etimología sino por su onomatopéyica similitud con el toque de un bandoneón y su resultante mezcla con demás sonidos desarrollados por una orquesta.
"La yumba" fue tocado por el mismo Pugliese junto a su orquesta en el Teatro Colón de Buenos Aires el 26 de diciembre de 1985 en ocasión del 80° aniversario del músico, convirtiéndose así en uno de los primeros tangos ejecutados en el famoso teatro de música clásica. Fue incluido en la película de 1977 The Tango Lesson, dirigida por Sally Potter y también, ejecutado en vivo por la orquesta de Pugliese, en el filme El exilio de Gardel dirigido por Fernando Solanas. 